# Maria von Beuthen
Maria von Beuthen (auch Maria von Beuthen und Cosel, polnisch Maria Bytomska, tschechisch Marie Bytomská; * zwischen 1282 und 1284; † 15. Dezember 1317 in Temesvár) war Königin von Ungarn, Kroatien und Dalmatien. Gemäß einer anderen Quelle wurde sie auch Maria Ecaterina respektive Maria Katharina genannt.

## Leben
Maria wurde als einzige Tochter des Beuthener Herzogs Kasimir II. und dessen Gemahlin Helena von Halitsch (1304–1323) geboren.
Im Jahre 1306 vermählte sie sich mit Karl I. Robert, seit 1301 König von Kroatien und Dalmatien und ab 1308 auch König von Ungarn. Der Ehe entstammten die Töchter
- Katharina († 1355), seit 1338 verheiratet mit dem Schweidnitzer Herzog Heinrich II.
- Elisabeth († 1367), verheiratet mit Bolko von Oppeln[2].

Maria verstarb am 15. Dezember 1317 in Timișoara und wurde in der Basilika von Székesfehérvár beigesetzt. Andere Quellen nennen den 15. Dezember 1315 als Sterbetag und nennen die Katharinenkirche in Temesvár als Beisetzungsort.
Ihr Gemahl verheiratete sich nach ihrem Tod mit Beatrix von Luxemburg.